# Kaashidhoo (Kaafu)
Kaashidhoo (auch Kaashidhu) (Dhivehi: ކާށިދޫ, übersetzt: Kokosnuss-Insel, Sanskrit: Kardiva) ist eine bewohnte Insel der Malediven.

## Lage
Im Gegensatz zu den meisten anderen Inseln des Landes gehört Kaashidhoo keinem maledivischen Atoll an, sondern liegt geographisch isoliert, bildet also ein eigenes Atoll, das nur aus einer einzigen Insel besteht.
Kaashidhoo gehört zur östlichen Kette der Malediven und wird zur zentralen Atollgruppe Medhuraajjé gezählt. Die Insel liegt mitten im nach ihr benannten Kardiva-Kanal (auch Kaashidhoo Kandu, frz. veraltet Courant de Caridoue), der die nördlichen und zentralen Atolle der Malediven voneinander trennt.
Die Entfernung zum südlich gelegenen Gaafaru-Atoll beträgt ungefähr 20 km, zur Hauptstadt Malé noch weiter im Süden sind es 87,54 km. Im Norden befindet sich das 30 km entfernte Faadhippolhu-Atoll (auch Lhaviyani-Atoll genannt), weit im Westen die Atolle Goifulhafehendhu (auch Goidhoo- oder Horsburgh-Atoll genannt) und Süd-Maalhosmadulu.
Administrativ gehört die Insel zusammen mit Nord-Malé-, Süd-Malé- und Gaafaru-Atoll zum Verwaltungsatoll Kaafu.

## Inselbeschreibung

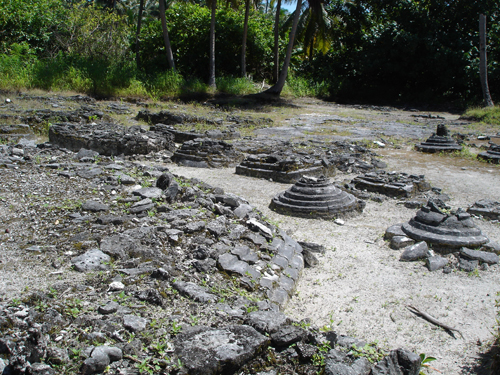
Buddhistische Tempelruinen auf Kaashidhoo

Kaashidhoo besitzt 1.865 Einwohner (Stand: Zensus 2014). Mit einer Fläche von 276,49 Hektar (2825 m × 1025 m) ist Kaashidhoo die fünftgrößte Insel der Malediven und die größte Insel nördlich der Hauptstadt Malé. Die Insel ist vor allem für ihre zahlreichen Kokosnusspalmen berühmt und trägt deshalb den Namen "Insel der Kokosnussbäume". Anders als auf den meisten anderen Inseln des Landes spielt die Fischerei auf Kaashidhoo nahezu keine Rolle, aufgrund der (für maledivische Verhältnisse) großen Inselfläche wird in erster Linie Landwirtschaft betrieben. Neben Kokosnüssen werden unter anderem Wassermelonen, Gurken, Bananen, Papayas sowie Paprikas angebaut. 
Auf der Insel befinden sich drei Schulen bzw. Vorschulen: Kaafu Atoll School, Amalee Pre-School und Salaahiyya Pre-School. 
In vorislamischer Zeit gab es auf Kaashidhoo bedeutende buddhistische Tempelanlagen, von denen heute noch Ruinen erhalten sind.
Internationale Bekanntheit besitzt die klimatologische Beobachtungsstation Kaashidhoo Climate Observatory, die im Rahmen des Indian Ocean Experiment (INDOEX) 1998/99 Daten über elektromagnetische Strahlung sowie Aerosole in der Erdatmosphäre sammelte.